# Kanzel (Fristingen)

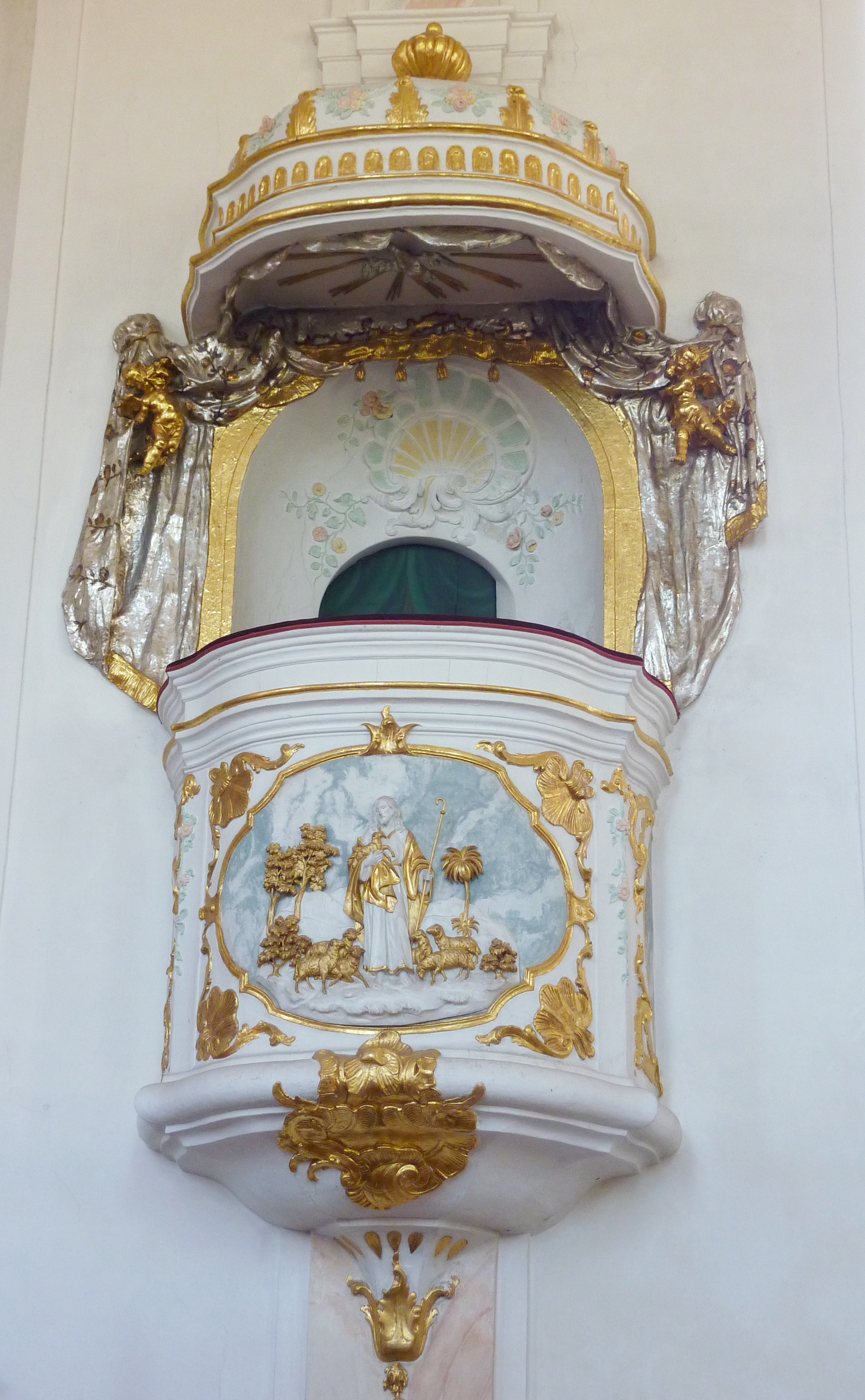
Kanzel in Fristingen

Die Kanzel in der katholischen Pfarrkirche St. Blasius in Fristingen, einem Stadtteil von Dillingen an der Donau im Landkreis Dillingen an der Donau im bayerischen Regierungsbezirk Schwaben, wurde um 1746/47 geschaffen. Die Kanzel ist ein Teil der als Baudenkmal geschützten Kirchenausstattung.
Die runde Kanzel aus Holz im Stil des Rokoko ist mit einem geschnitzten Relief des Guten Hirten geschmückt, das von Hirsch aus Günzburg im Jahr 1913 geschaffen wurde.
Der Eingang zur Kanzel ist in eine Korbbogennische mit Stuckmuschel integriert.
Der Schalldeckel mit Heiliggeisttaube und Stuckdraperie mit zwei Putten an der Unterseite ist oben mit vergoldetem Muschelwerkdekor verziert.